# Église Saint-Omer de Ledringhem
Pour les articles homonymes, voir Église Saint-Omer.
L'église Saint-Omer est une église catholique située à Ledringhem, dans le département du Nord, en France.
Elle est dédiée à Saint-Omer (ou Audomar) qui vécut de 600 à 670 et fut nommé évêque de Thérouanne par le roi Dagobert Ier. Il est connu pour avoir fondé l’abbaye Saint-Bertin à Saint-Omer (maintenant dans le Pas-de-Calais).
L'église est située au centre du village. Elle est entourée par un chemin. Le cimetière, la mairie, la place et le parc sont à proximité immédiate.

## Histoire
Selon Edmond-Louis Blomme, instituteur du village de 1849 à 1854, ayant écrit une monographie sur la commune de Ledringhem, présentée au concours de la Société Dunkerquoise en 1895, Ledringhem possédait une église autour de l'an mil.
En 1107, le pape Pascal II confirme les propriétés de l'abbaye de Bergues : « altare de Wormhout, de Werhem, de Ypris, de Spicra, de Capella Erembaldi, de Capella Hugonis, de Sintonas, de Mardica, de Dunkerka, de Ghivelda, de Uxheem , l'Ykelsbeika, de Ledringhem ».
L'édifice actuel a été remanié à de nombreuses occasions. La date la plus ancienne trouvée dans l'église est 1548.
Aux 15e et 16e siècle, les changements d'éthique et sociétaux dus à la Renaissance et la Réforme protestante influencèrent la construction d'églises. Le style commun ressemblait au gothique, mais en version simplifiée. La basilique n'était plus le type le plus populaire, mais des églises-halles furent construites à la place. Leurs caractéristiques étaient les colonnes et les chapiteaux classiques.
Edmond de Coussemaker signale, vers 1859, l'existence de verrières du 17e siècle. Il en recense une de chaque côté du Maître-Autel, deux derrière l'autel Saint Nicolas et deux autres dans la nef. Sur l'une des verrières est peinte la Vierge Marie, debout, portant l'enfant Jésus dans ses bras. À ses côtés sont agenouillés le seigneur et la dame du lieu. Il y a une inscription en flamand Dese venster is ghegeven van mynheer Quekebyl ende syn usvrauw (Cette fenêtre est donnée par monsieur Quekebyl et son épouse). Ces verrières portent les dates de 1614 et 1626.

### Prêtres à Ledringhem
- van den Bussche, Georgius, pasteur du 7 octobre 1626 au 30 septembre 1631
- Maertens, Christianus (-1632), pasteur du 1 février 1632 au 8 octobre 1632
- van der Steene, Joannes (-1679), pasteur du 2 janvier 1633 au 14 juillet 1678
- Tirant, Lucas, chapelain du 1 septembre 1633 au 5 aout 1635
- Tassaert, N., chapelain du 13 septembre 1635 au 17 avril 1641
- Becquet, Egidius (-1719), sous pasteur du 27 décembre 1674 au 12 mars 1679, méritant du 9 avril 1679 au 17 aout 1679, pasteur du 1 octobre 1679 au 22 novembre 1718
- de Plancke, Petrus, chapelain du 16 décembre 1688 au 26 octobre 1690
- van Vergelo, Ferdinandus, chapelain du 13 avril 1700 au 26 mai 1701
- Lay, Henricus (-1721), chapelain du 14 octobre 1701 au 19 octobre 1702
- Chieux, Jacobus (1675-1748), chapelain du 23 janvier 1703 au 3 mars 1708
- van Bavinchove, Nicolaus-Tolentinas (1682-1752), chapelain du 17 janvier 1708 au 17 janvier 1711
- Boone, Guilielmus (-1721), chapelain du 24 juin 1711 au 6 juillet 1714
- Lefebure, Balduinus, sous pasteur du 3 mars 1715 au 27 février 1731, méritant du 12 mai 1719 au 18 septembre 1719
- Allays, Franciscus, pasteur du 15 octobre 1719 au 31 décembre 1728
- Cieren, Petrus (-1730), pasteur du 13 juillet 1729 au 30 novembre 1730
- van Heede, Guilielmus (1698-1759), pasteur du 26 mars 1731 au 19 avril 1759
- Coene, Petrus (1705-1762), sous pasteur du 27 juillet 1731 au 17 mai 1749
- Merlin, Carolus (1723-1792), sous pasteur du 2 février 1752 au 10 mai 1769
- Boone, Nicolaus (1709-1787), pasteur du 16 octobre 1759 au 24 avril 1787
- Blondé, Josephus (1738), sous pasteur du 10 novembre 1769 au 12 avril 1771
- Dousinelle, Ludovicus (1745-1814), sous pasteur du 22 septembre 1771 au 1788
- Coudevylle, Jacobus (1760-1845), coadjuteur du 16 septembre 1786 au 1787
- Dousinelle, Ludovicus (1745-1814), méritant à partir du 24 avril 1787
- de Net, Jacobus (1750-1803), pasteur du juin 1787 au 12 janvier 1792
- Labelle, Petrus (1757-1818), sous pasteur du 20 mai 1788 au 15 décembre 1791
- Plaetevoet, Ambrosius (-1797), pasteur d'avril 1791 au 8 mai 1791, prêtre constitutionnel
- de Varver, Joannes-Baptista (1746-), pasteur du 31 juillet 1792 au 6 aout 1794, prêtre constitutionnel
- de Net, Jacobus (1750-1803), pasteur du 28 mai 1802 au 22 aout 1803
- Bollart, Joannes (1755-1839), sous pasteur de 1803 à 1805
- Bloeme, Dominicus (1758-1825), pasteur de 1803 au 4 aout 1825
- de Jonghe, Nazarius (1768-1845), pasteur de 1825 à 1840
- Lameyse, Petrus (1797-1873), pasteur de 1840 au 9 mars 1873
- Gryson, Amand, pasteur de 1873 à 1883
- Corion, Charles (1841-1909), pasteur de 1883 à 1894
- Everaert, Emile, pasteur de 1894 à 1902
- Samsoen, Félicien, pasteur à partir de 1902 jusqu'en 1912 au moins[1]

## Aspect extérieur
L'église a une orientation grossièrement Nord-Est/Sud-Ouest, comme la route (D55) le long de laquelle elle est placée. Elle a son entrée principale tournée vers le sud-ouest.
Elle est de type église-halle (hallekerque en flamand), constituée d'une nef à 3 vaisseaux de dimensions identiques, sans transept.
Les murs extérieurs reposent sur un soubassement de grès ferrugineux de taille régulière  à l'avant et sont en briques rouges et jaunes au-dessus. Les murs sont soutenus par des contreforts. Entre les contreforts, sur les ailes, se trouvent des fenêtres cintrées. Les vitraux représentent des formes géométriques colorées.
Les trois gables correspondant au trois vaisseaux sont visibles du côté de la façade. Les côtés des deux gables des vaisseaux latéraux sont crénelés (pignons à gradins). Le gable du vaisseau central comporte un oculus avec un vitrail en forme de rosace. Il se termine par une croix en pinacle.
Deux absides se trouvent à l'arrière de deux vaisseaux de la nef de l'église. Une sacristie se situe à l'arrière de l'abside de droite. Le dernier vaisseau, celui de gauche, n'a pas d'abside mais, à l'extérieur, le mur extérieur porte le calvaire.
La porte principale, au milieu de la façade, utilise l'arc en plein cintre. Elle est surmontée d'une croix.

Une porte de service se situe sur le côté au nord. Symétriquement, au sud, on voit une porte murée au niveau du mur en pierre de grès.
De nombreux signes de maçons, identifiés par certains comme des "runes",, sont intégrés en briques jaunes (les "briques de sable") en contraste avec les briques rouges.

On distingue des nœuds en croix qui sont un signe typique de deuxième génération. C'est un signe ambigu: dans un décor païen, c'est un symbole protecteur formé par une ligne infiniment continue, qui occupera certainement l'esprit malin. Pour les catholiques, il s'agit d'une croix en diamant.

On voit aussi des formes en cœur, qui font référence au culte catholique du cœur sacré. La forme du cœur est donc comparable à la croix, symbole protecteur idéal.
Un cadran solaire se trouve sur l'un des contreforts du vaisseau du sud.

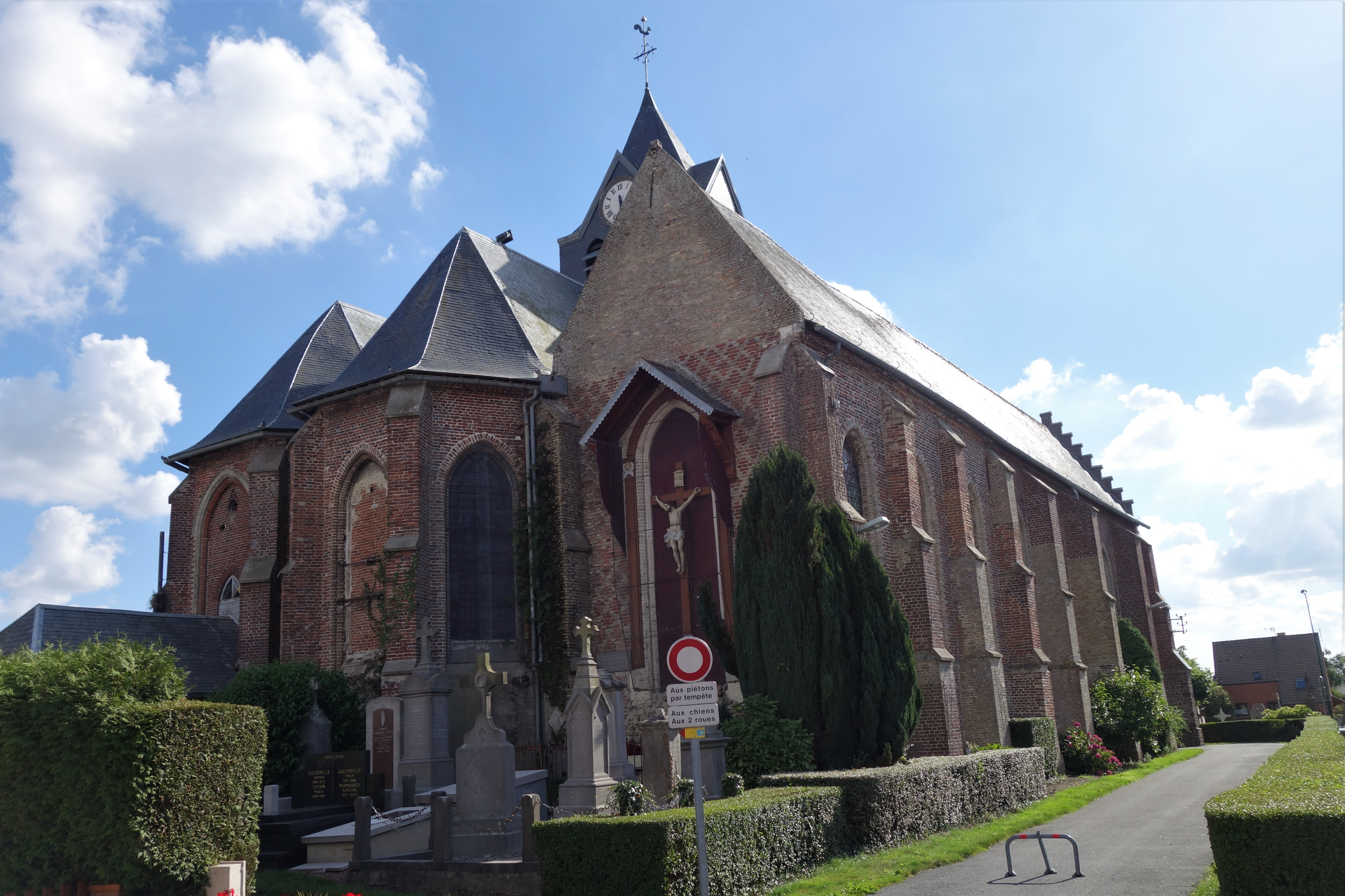
Chevet et calvaire de l'église St. Omer.
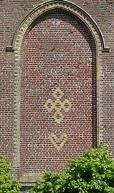
Détail de motifs "runiques" sur la façade de l'église (entrelacs et cœur).

Blomme dans sa monographie de 1895 signale que l'église mesure 34 mètres de long hors chœurs, 18 mètres de large et 12 mètres de haut. Il pense que le vaisseau le plus au nord date d'une époque plus récente que les deux autres. Une pierre d'un de ses murs porte la date de 1762 et un contrefort à l'ouest la date de 1772. Le niveau de ses murs aurait été plus bas que les autres et la toiture du vaisseau central l'aurait recouvert. La hauteur du mur aurait été rectifiée ensuite et une toiture indépendante lui aurait été ajoutée.

## Toiture
La toiture est faite d'ardoise. Chaque vaisseau de la nef possède sa toiture à deux pans indépendante. Elle comporte aussi beaucoup d'éléments en zinc ainsi que des gouttières.

### Clocher
Le clocher n'est pas une tour mais il repose au-dessus du chœur au niveau du vaisseau central. Il est de section carrée. La base est en pierre apparente alors que la partie supérieure est couverte d'ardoise. Cette partie supérieure est munie d'abat-sons et porte, au-dessus, les cadrans de l'horloge dans des éléments de toit triangulaires. Cette partie du clocher avec les abat-sons est enfin surmontée d'une flèche à six pans, recouverte d'ardoise elle aussi. Cette dernière porte à son sommet une croix en ferronnerie, elle-même surmontée d'une girouette en forme de coq, elle-même surmontée d'un paratonnerre en forme de boule.
Selon Blomme, le clocher actuel n'est pas le premier que l'église ait porté. Il estime qu'un clocher de plus grande taille a existé. Cependant, la construction n'a pas tenue. Trop lourde, ou fragilisée lors des incendies de l'église, elle a été enlevée et remplacée par un clocheton de masse moins imposante. Ce clocher repose sur une voute supportée par quatre piliers. Il comporte deux étages. Au niveau de l'entrée du premier étage, on trouve la date 1719. En 1892, un rehaussement de quatre mètres a été effectué pour permettre l'installation des abat-sons et de l'horloge à deux cadrans, fabriquée par M. Olyve, de Cassel.
Blomme signale aussi que les cloches s'appellent Louise, de 389 kilogrammes, ayant comme parrain Pierre Blanckaert et comme marraine Régine (Reine) Belle, et Constance, de 296,5 kg, ayant comme parrain Mathieu Delater et comme marraine Martine Vanhaecke. Les cloches portent les noms de Louis Hondermarck et de sa femme Constance Wynckel, qui firent face aux dépenses de ces nouvelles cloches en 1814.
Une rénovation du beffroi a été effectuée en 2019 avec le retour des deux cloches en 2020.

## Intérieur
À l'intérieur de l'église, se trouve le mobilier liturgique.
En menuiserie et ébénisterie, on trouve une chaire du XVIIIe siècle (escalier et cuve). Au fond, il y a aussi un autel dédié à Saint-Omer, avec un tabernacle, un retable et 5 statues (saint Paul, saint Pierre, saint Nicolas, 2 évêques) datant des XVII et XVIIIe siècle.
Au-dessus de l'autel du chœur, on trouve une statue du Christ en croix du XVIIIe siècle en bois sculpté, peint (polychrome) et doré. On trouve une statue Ecce homo en bois sculpté, peint (polychrome) sur socle
En orfèvrerie, on trouve un encensoir et sa navette, un reliquaire de la Vraie Croix et trois autres reliquaires, un calice, un ostensoir de 1742, une croix, deux burettes et un coffret aux saintes huiles.
En ferronnerie, on trouve un chandelier (porte-cierge).
En marbrerie et fonderie, on trouve les fonts baptismaux .
Au-dessus de la porte principale, à l'arrière de la façade, en tribune, se situent les nouvelles orgues datant de 1886. Elles sont formées d'éléments disparates dont certains peuvent provenir des orgues précédentes, datant de 1768.
On trouve aussi un chemin de croix et des tableaux qui ornent les murs. Selon Blomme, les tableaux du chemin de croix de l'église auraient été donnés par les Récollets de Cassel le 15 octobre 1752. Il ajoute en note de bas de la page 137 que ces stations ont été peintes par Coucke, de Cassel, et se trouvaient auparavant dans l'église de cette ville.
Beaucoup de ces objets sont inscrits à l'Inventaire Départemental des Antiquités et Objets d'Arts non classés par l’état le 3 novembre 1969 (repris par l'arrêté d'inscription du 6 mars 1973).

## Culte
La paroisse se trouve sur le Doyenné des moulins de Flandre, lui-même faisant partie du Diocèse de Lille.
Le territoire de Ledringhem est intégré à la paroisse saint Winoc et saint Folquin de l'Houtland dont font également partie les communes de Bambecque, Esquelbecq, Herzeele, Wylder, Wormhout et Zegerscappel. Depuis 2020, le père Verlande en est le curé.